# Uranometria

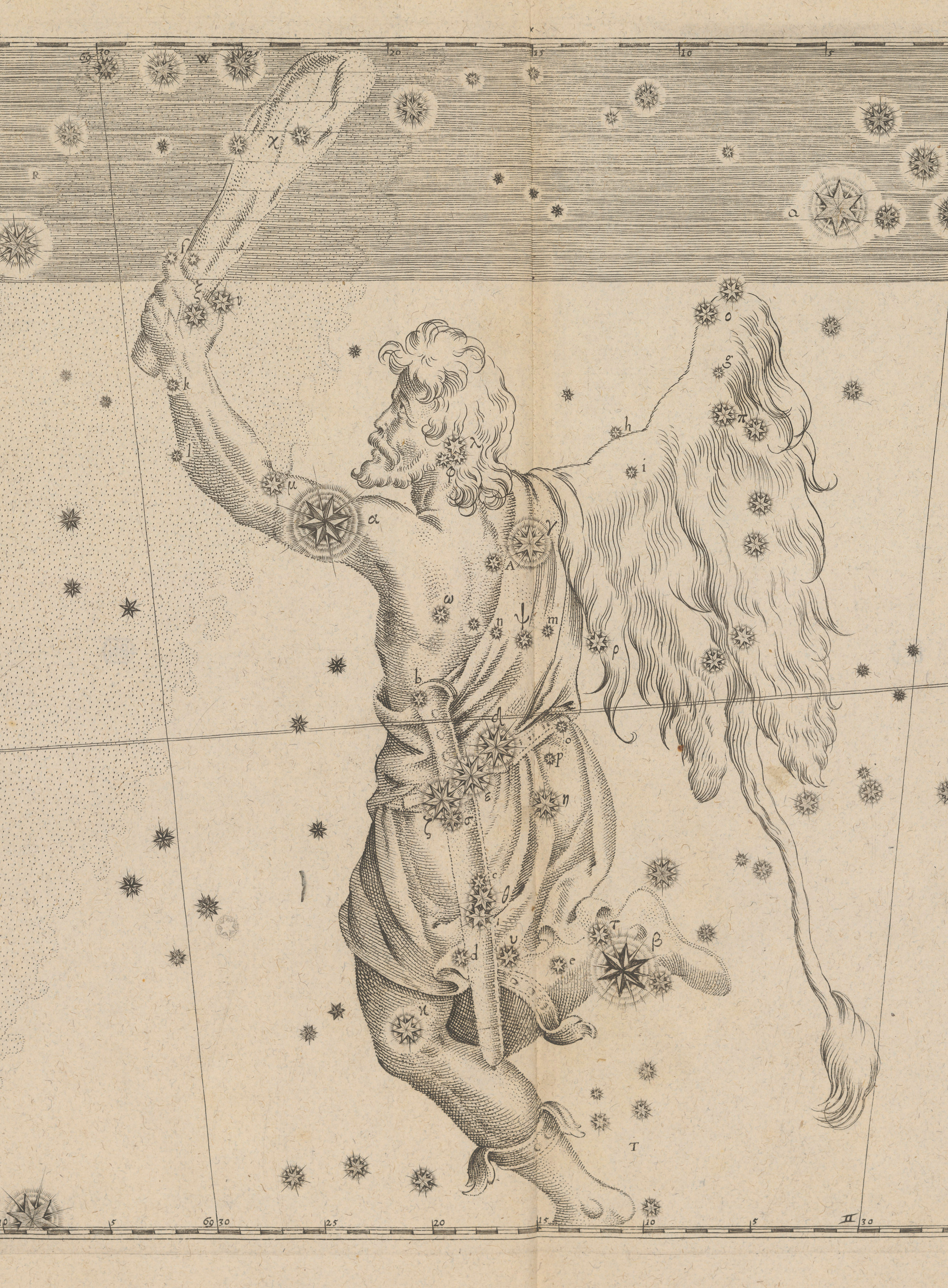
Grabado de la Uranometria, correspondiente a la constelación de Orión, cortesía de la biblioteca del Observatorio Naval de los Estados Unidos

Uranometria es la versión corta del título del atlas estelar producido por el abogado y astrónomo alemán Johann Bayer a comienzos del siglo XVII. Este trabajo fue publicado por primera vez en Augsburgo, Alemania, en 1603 por Christophorus Magnus, bajo el título Uranometria: omnium asterismorum continens schemata, nova methodo delineata, aereis laminis expressa ("Uranometría, conteniendo las cartas de todas las constelaciones, delineadas usando un nuevo método y grabadas en placas de cobre"). El nombre de Uranometría deriva del nombre griego para la "musa de los cielos", Urania, y oυρανός (uranos), palabra griega que significa 'cielo'. Literalmente, uranometría significa 'medición del cielo'.
Este fue el primer atlas en cubrir toda la esfera celeste. Un total de 51 páginas fueron originalmente grabadas en placas de cobre por Alexander Mair (1562-1617). Las primeras 48 representaban las 48 constelaciones de Claudio Ptolomeo (publicadas en el Almagesto, obra del siglo II); la página 49 introducía 12 constelaciones nuevas, delineadas para el hemisferio sur celeste (región a la que Ptolomeo no tuvo acceso desde su localidad), y las restantes contenían dos planisferios, rotulados como Synopsis coeli superioris borea (vista del hemisferio norte) y Synopsis coeli inferioris austrina (vista del hemisferio sur).
Cada placa incluye una rejilla para determinar la posición de cada estrella con precisión de fracciones de grado. Las posiciones utilizadas por Bayer fueron extraídas del catálogo expandido del astrónomo danés Tycho Brahe, que incluía 1.005 estrellas. Dicho catálogo circulaba en manuscrito desde 1598, y estaba disponible de forma gráfica en los globos celestes de Petrus Plancius, Jodocus Hondius y Blaeu. Además, fue publicado a manera de tabla por primera vez en el trabajo de Johannes Kepler, Tabulae Rudolphinae (1627).
El uso del catálogo de Brahe ofreció mayor precisión que el de Ptolomeo, el cual era un tanto más limitado. El total de estrellas incluidas en Uranometria ascendió a 1200, lo que indica que el trabajo de Brahe no fue la única fuente. Bayer tomó las posiciones de las estrellas del hemisferio sur del catálogo del navegante neerlandés Pieter Dirkszoon Keyser, quien había corregido las observaciones anteriores de Américo Vespucio y Andrea Corsali, así como los reportes de Pedro de Medina. Del trabajo de Keyser, Bayer adoptó doce constelaciones:
- Apus, el ave del Paraíso
- Tucana, el tucán
- Grus, la grulla
- Fénix, el ave fénix
- Dorado, el pez dorado Coryphaena_hippurus
- Volans, el pez volador
- Hydrus, la hidra macho
- Chamaeleon, el camaleón
- Musca, la mosca
- Triangulum Australe, el triángulo del sur
- Indus, el indio americano
- Pavo, el pavo real

Aun cuando Uranometria incluía más estrellas que cualquier otro catálogo anterior, el número exacto está en disputa, pues no todas las estrellas en las placas están identificadas. 
Las estrellas de cada constelación están sobrepuestas a una imagen grabada del tema de la constelación. Por razones desconocidas, muchas de las que corresponden a figuras humanas están dibujadas de espaldas al observador, como si estuvieran mirando hacia la Tierra. Esta peculiaridad causó cierta confusión en cuanto al significado de los nombres de algunas estrellas. Por ejemplo, la etimología de algunos nombres se referían específicamente al "hombro derecho", pero se ven en posición equivocada en las ilustraciones de  Uranometria.
Uranometria introdujo la designación de Bayer, en uso aún hoy en día. También introdujo varias constelaciones modernas.